# Kenny Cunningham
Kenny Cunningham (født 7. juni 1985) er en fodboldspiller fra Costa Rica.

## Costa Ricas fodboldlandshold
| Costa Ricas landshold | Costa Ricas landshold | Costa Ricas landshold |
| År                    | Kmp                   | Mål                   |
| --------------------- | --------------------- | --------------------- |
| 2011                  | 2                     | 1                     |
| 2012                  | 1                     | 0                     |
| 2013                  | 8                     | 0                     |
| 2014                  | 2                     | 0                     |
| Total                 | 13                    | 1                     |